# 高橋南的「今後，要做什麼？」
《高橋南的「今後，要做什麼？」》（日语：高橋みなみの「これから、何する?」，簡稱）是日本FM東京製播的直播談話節目，自2016年4月4日至2020年9月30日於每週一至週四13:00 - 14:55（JST）播出，由高橋南主持。
2017年，該節目獲得日本第54回銀河賞廣播部門廣播節目獎勵賞。

## 概要
此節目為高橋南自AKB48畢業後第一個冠名節目，一集兩小時直播，以20、30代女性工作族群為主要取向。
2016年5年25日，此節目獲得「F1」收聽率第一，即女性（Female）20～34歲聽眾層第一。
2016年5月30日，節目在雅虎日本開設「高橋南煩惱相談專區」，為節目中「解答時間」單元的延伸，由高橋南回答並對聽眾提出問題。
2016年6月27日，節目首度在日本本岛以外地區的沖繩以直播方式播出節目。8月4日，因FM東京在西班牙坂巴而可的戶外錄音間8月7日暫時關閉，預計2019年再開，此節目首度至此錄音間進行戶外直播，當天的嘉賓為船梨精，亦是主持人高橋南繼11年前以嘉賓身分上節目後，首度以主持人之姿重回西班牙坂錄音間。
2017年8月23日，為桑田佳祐SP，本人初次上此節目的出道30週年特別企劃。

## 主持人
- 高橋南

### 代班DJ
註：至2019年3月起以前，本節目每個隔週的週一，因高橋需錄製電視節目《未來☆怪獸》，因此廣播節目製作單位將該日規畫為「Surprise Monday」，由節目組或高橋本人親自邀請代班DJ。
- 2016年4月11日：西川貴教
- 2016年4月14日：江原正洋（日语：エハラマサヒロ）
- 2016年4月25日：JOY（日语：JOY (ファッションモデル)）
- 2016年5月9日：橘慶太（w-inds.）
- 2016年5月23日：金子統昭（RIZE鼓手）
- 2016年6月6日：田村淳（倫敦靴子）
- 2016年6月20日：市川紗椰（日语：市川紗椰）
- 2016年7月4日：綾小路翔（日语：綾小路翔）（氣志團主唱）
- 2016年8月15日：秋元才加
- 2016年8月29日：野宮真貴（日语：野宮真貴）
- 2016年9月12日：黑田有彩（日语：黒田有彩）
- 2016年9月26日、11月9日後半：鈴木達央
- 2016年10月24日：高城蕾妮、佐佐木彩夏（桃色幸運草Z）
- 2016年11月7日：後藤正文（亞細亞功夫世代主唱、吉他手）
- 2016年11月24日：前山田健一
- 2016年12月5日：西寺鄉太（日语：西寺郷太）
- 2016年12月19日：Lotti（日语：ロッチ）
- 2017年1月2日至1月5日為「Surprise Week」，主持人：小宮山雄飛（日语：小宮山雄飛）、秋元才加、Aqua Timez、島田秀平（日语：島田秀平）
- 2016年1月16日：若月佑美（乃木坂），橋本奈奈未探班
- 2016年1月30日：高須光聖（日语：高須光聖）
- 2017年2月13日：Perfume
- 2017年2月27日：濱田郁未（日语：ハマ・オカモト）（OKAMOTO'S貝斯手）
- 2017年3月13日：大宮惠里子（日语：大宮エリー）
- 2017年3月27日：Thank You達夫（日语：サンキュータツオ）
- 2017年4月10日：上原多香子（原SPEED）
- 2017年4月24日：秦基博
- 2017年5月8日：西野亮廣
- 2017年5月22日：田邊駿一（BLUE ENCOUNT）
- 2017年6月5日：臼田京介（日语：うすた京介）
- 2017年6月19日：RYO-Z（日语：RYO-Z）（RIP SLYME）
- 2017年7月3日：Tetsuya（彩虹樂團）
- 2017年7月31日：花澤香菜
- 2017年8月28日：若旦那（日语：若旦那 (ミュージシャン)）（湘南乃風）
- 2017年9月11日：木本武宏（TKO）
- 2017年9月25日：河北裕介
- 2017年10月2日：千原せいじ  高橋がレギュラー出演している『世界の村で発見!こんなところに日本人』のロケが一週間行われるため
- 2017年10月3日：森山良子
- 2017年10月4日：須賀健太
- 2017年10月5日：向井地美音（AKB48）
- 2017年10月9日：Kavka Shishido（日语：シシド・カフカ）
- 2017年10月23日：石井竜也（米米CLUB）
- 2017年11月6日：Mrs. GREEN APPLE
- 2017年11月13日：社長（SOIL&"PIMP"SESSIONS）
- 2017年11月20日：大槻ケンヂ（筋肉少女帶）
- 2017年12月4日：ワッキー（ペナルティ）
- 2017年12月18日：井上苑子
- 2018年1月15日：澀谷龍太（SUPER BEAVER）
- 2018年1月29日：橋本愛實
- 2018年2月12日：SILENT SIREN
- 2018年3月5日：滝沢カレン
- 2018年3月6日：河北裕介
- 2018年3月7日：渋谷慶一郎
- 2018年3月8日：カイワレハンマー
- 2018年3月12日：ファンキー加藤
- 2018年3月26日：小林幸子、深沢邦之（Take2）
- 2018年11月5日：向井地美音（AKB48）
- 2019年1月7日：向井地美音（AKB48）
- 2019年1月8日：ハマ・オカモト（OKAMOTO'S）
- 2019年1月9日：宅間孝行（日语：宅間孝行）
- 2019年1月10日：澀谷龍太（SUPER BEAVER）
- 2019年3月18日：澀谷龍太（SUPER BEAVER）
- 2019年3月19日：金井政人（BIGMAMA）
- 2019年3月20日：最果多日（日语：最果タヒ）
- 2019年11月14日：峯岸南（AKB48）

## 節目嘉賓
- 2016年6月1日：向井地美音（AKB48）
- 2016年6月8日：堂本剛（KinKi Kids）
- 2016年7月7日：中村正人（DREAMS COME TRUE）
- 2016年7月11日：峯岸南（AKB48）
- 2016年8月8日：Lara
- 2016年9月27日：秋元才加
- 2016年10月25日：渡邊麻友（AKB48）
- 2016年10月26日：川榮李奈
- 2016年12月7日：RAM RIDER（日语：RAM RIDER）
- 2016年12月20日：星野滿
- 2016年12月22日：前田敦子
- 2017年1月11日：w-inds.
- 2017年2月2日：入山杏奈、峯岸南（AKB48）
- 2017年2月22日：入山杏奈（AKB48）
- 2017年4月13日：LOVE（日语：LOVE (歌手)）
- 2017年5月10日：華原朋美
- 2017年5月18日：板野友美
- 2017年6月21日：森高千里
- 2017年8月1日：PKCZ（日语：PKCZ）
- 2017年8月2日：桃色幸運草Z
- 2017年8月3日：朝長美櫻、矢吹奈子、田島芽瑠（HKT48）
- 2017年8月29日：鈴木涼太（日语：鈴木涼太）
- 2017年9月4日：大島優子

## 節目單元
- 「這是什麼？TODAY」：自每日網路消息和新聞中擷取議題進行討論，現場電話連線相關人士。
- 「BEST 3老師」：邀請各專業領域人士，如策展人、學者、藝人、記者、作家、影評人、美食家等。
- 「解答時間」：聽眾煩惱相談[9]。
- 「よ・み・き・か・せ」：每回由一位演員或聲優朗讀繪本。

## 獎項
- 第54回銀河賞
  - 上半年廣播部門最佳廣播節目賞（入圍）
  - 廣播部門廣播節目獎勵賞（獲獎）

## 外部連結
- （日語）官方網站 （页面存档备份，存于）
- （日語）高橋南的「今後，要做什麼？」的X（前Twitter）
- （日語）高橋南的「今後，要做什麼？」的Instagram帳戶
- （日語）YAHOO!高橋南煩惱相談專區 （页面存档备份，存于）
- （日語）YouTube官方頻道 （页面存档备份，存于）